# Digonogastra posthumus
Digonogastra posthumus är en stekelart som först beskrevs av Szepligeti 1906.  Digonogastra posthumus ingår i släktet Digonogastra och familjen bracksteklar. Inga underarter finns listade i Catalogue of Life.